# 云南玄参
云南玄参（学名：Scrophularia yunnanensis）为玄参科玄参属下的一个种。种加词 yunnanensis 意为“云南的”。